# James Monaco (Autor)

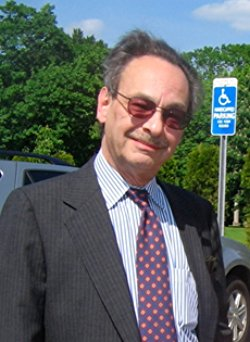
James Monaco

James F. Monaco (* 15. November 1942 in Flushing, New York; † 25. November 2019 in Manhattan, New York) war ein US-amerikanischer Filmwissenschaftler, Kritiker, Autor und Verleger. Er war der Autor des Standardwerks Film verstehen.

## Leben
Monaco lehrte an der Columbia University sowie an der City University of New York. Er war seit 1967 als Filmdozent an der New School for Social Research tätig. In dieser Zeit erstellte Monaco das Buch How to Read a Film, das erstmals 1977 erschien. Es folgten drei weitere Auflagen in den Jahren 1980, 1999 und 2008. Im Jahr 1980 erschien es, herausgegeben und bearbeitet von Hans-Michael Bock, unter dem Titel Film verstehen auch in deutscher Sprache in überarbeiteten und erweiterten Ausgaben (1980, 1995, 2000, 2009). Das Standardwerk wurde u. a. auch ins Niederländische, Italienische, Tschechische und Türkische übersetzt sowie ins Chinesische (unlizenziert), Japanische und Koreanische. 2001 brachte Monaco eine Multimedia Edition heraus, die neben den Büchern How to Read a Film und Dictionary of New Media auch zwei umfangreiche Anthologien mit Texten zu Film und Medien enthielt.
Im Jahr 1982 gründete Monaco unter der Firmierung Baseline eine Onlinedatenbank über die Unterhaltungsindustrie. Baseline wurde 2006 von The New York Times Company aufgekauft. Im Jahr 1992 gründete er die UNET 2 Corporation, der er als Firmenchef vorstand.
In seinem Verlag Harbour Electronic Publishing mit dem Geschäftssitz in New York sowie in Sag Harbor publizierte er neben eigenen Büchern u. a. 2011 auch Exploring the Other Island. A seasonal guide to nature on Long Island von John Turner.

## Veröffentlichungen
- The New Wave. Truffaut, Godard, Chabrol, Rohmer, Rivette. 1976
- How to Read a Film. Movies, Media, and Beyond. Oxford University Press, London/New York 1977
  - Deutsche Ausgabe: James Monaco: Film verstehen. Kunst, Technik, Sprache, Geschichte und Theorie des Films und der Neuen Medien. Mit einer Einführung in Multimedia. Hrsg.: Hans-Michael Bock. Übersetzt von Brigitte Westermeier und Robert Wohlleben. Rowohlt Taschenbuch Verlag, Reinbek bei Hamburg, 2009, ISBN 978-3-499-62538-1. 5. überarbeitete und erweiterte Neuausgabe 2004.
- Celebrity. 1978
- Media Culture. 1978
- Alain Resnais. 1978
- American Film Now. The People, the Power, the Money, the Movies. 1979
- The Dictionary of New Media. 1999
  - Deutsche Ausgabe: James Monaco, Hans-Michael Bock: Film verstehen. Das Lexikon. Die wichtigsten Fachbegriffe zu Film und Neuen Medien. Reinbek: Rowohlt Taschenbuch Verlag, 2011, ISBN 978-3-499-62667-8.  (Neuausgabe von Film und Neue Medien. Lexikon der Fachbegriffe, 2000).